# Lexique basque dans la langue française
Le lexique basque dans la langue française est l'ensemble des mots d'origine basque ayant parfois un usage courant dans la langue française. Chaque définition exprime un terme, un mouvement, un nom en rapport avec la vie politique ou socio-culturelle du Pays basque.
A

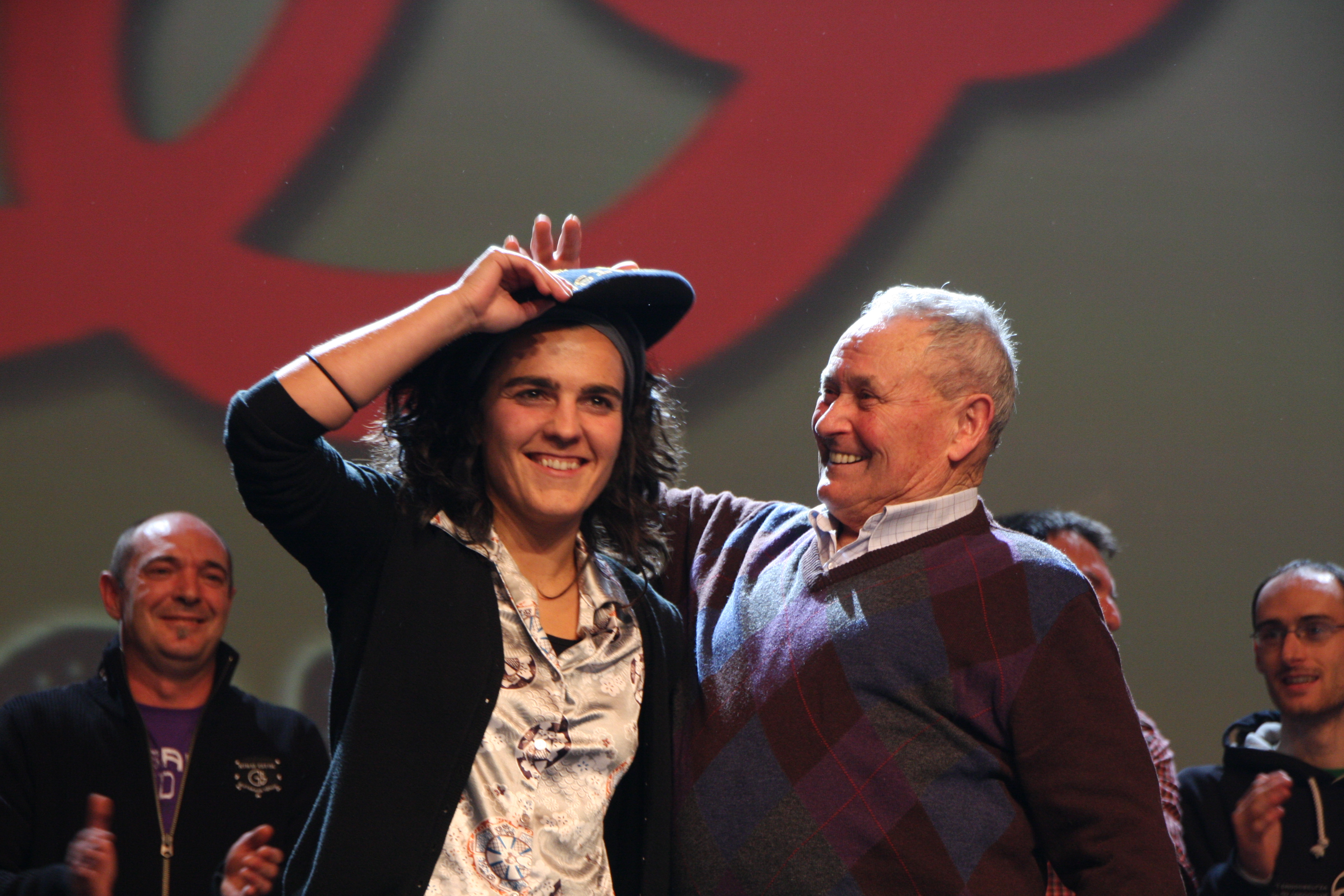
Maialen Lujanbio est la première femme a remporter le championnat de Bertsolari en 2009.

Description en euskara d'une bicyclette.

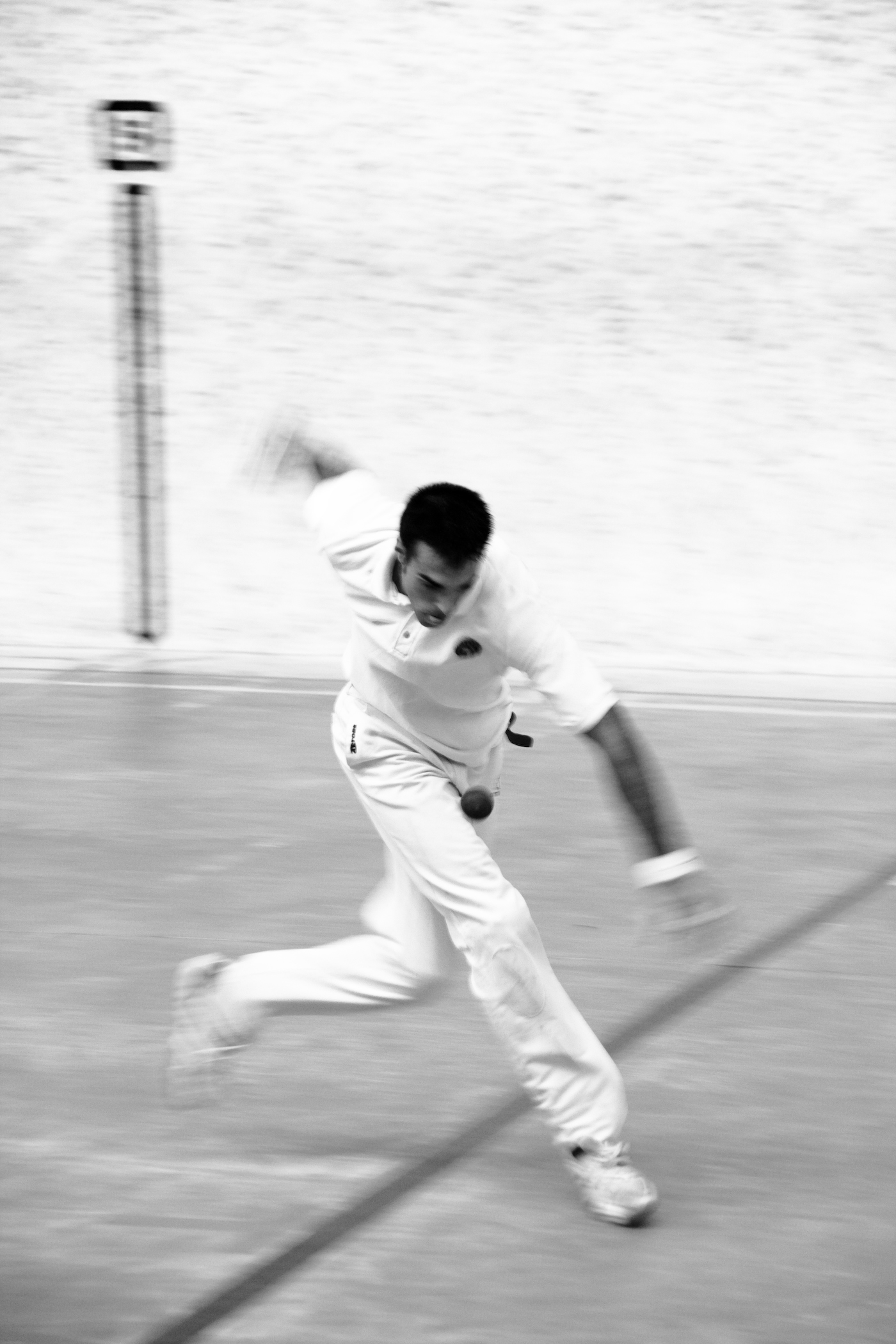
Pelotari ou joueur de pelote basque

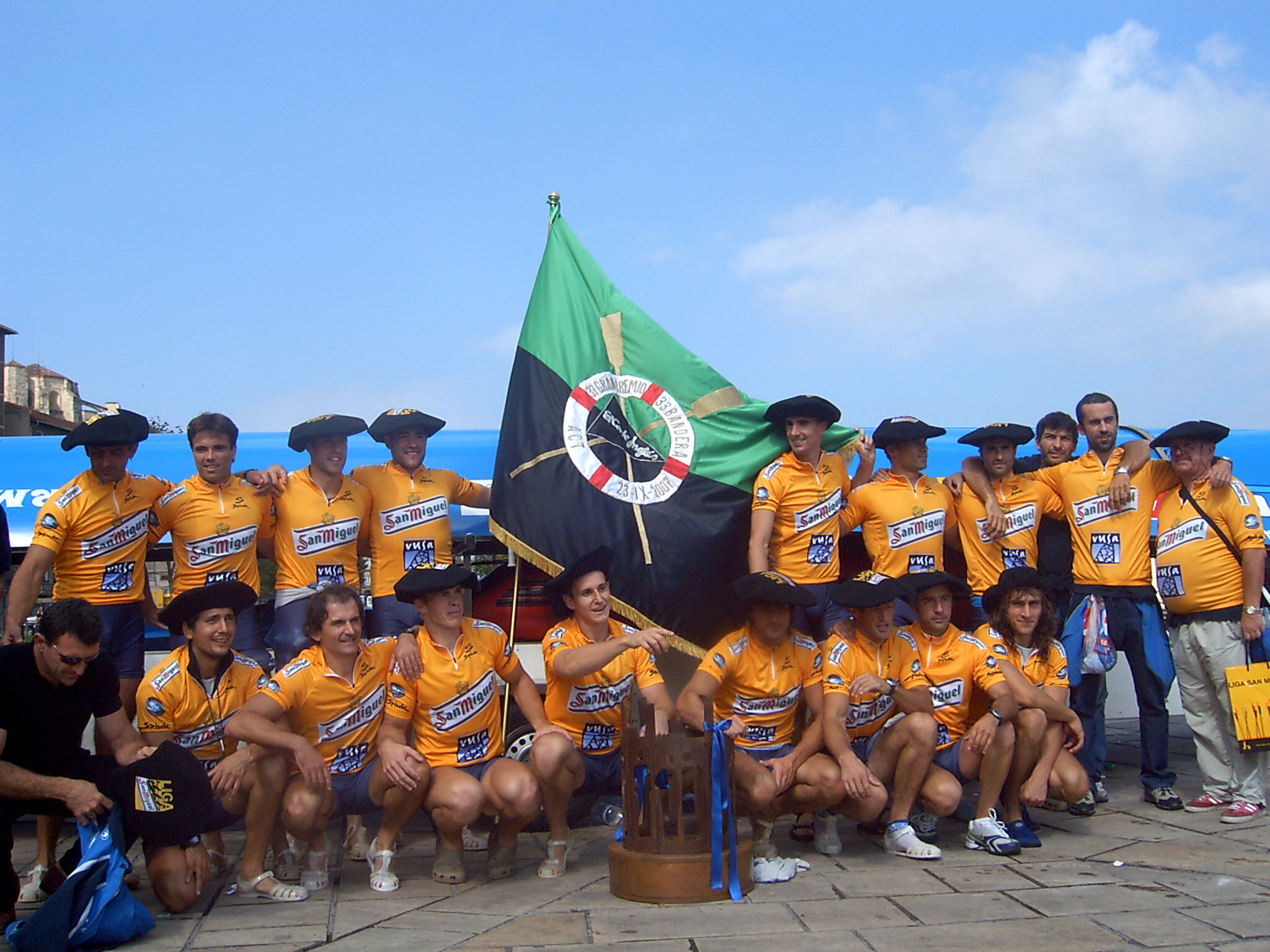
Les Txapeldun de l'équipe de Urdaibai gagnante de la coupe de San Miguel en 2007 à Portugalete

- Abertzale : signifie « nationaliste ou nationalisme basque ». Il est souvent utilisé comme adjectif ou nom commun.

Exemple : « ... et peuples solidaires, soutenue par les écologistes, le Parti occitan et les abertzale d'AB et EA. »
Exemple : « Elle a été un prétexte supplémentaire pour que les partis abertzale ne trouvent pas de terrain d’entente dans l’organisation de cette journée. »
- Abertzalisme : est « un mouvement de revendication de l'identité basque[3] ».

Exemple : « Pour corriger cette vision, il est important que les gens réalisent que l'abertzalisme n'est pas une position mais un acte. »
- Amerikanuak : signifie « les Américains » pour parler des Basques de la diaspora.

Exemple : « Inversement, les Amerikanuak originaires d'Hegoalde ne semblent pas faire de distinctions entre Basques des différentes ... »
B
- Bertsolari : est un « chanteur de vers rimés et strophés improvisés ».

Exemple : « Plus de 1 700 joutes de bertsolaris se produisent chaque année au Pays Basque, avec des championnats comme celui de Bilbao en 2009 qui a réuni 14 000 spectateurs lors de la finale et qui a servi de fil conducteur au film d'Asier Altuna. »
- Bertsolarisme : est « l'art d'improvisation chantée, versifiée et rimée ».

Exemple : « L’ancien président de l’Académie de la Langue Basque Euskaltzaindia Manuel Lekuona écrivit que la pastorale venait du bertsolarisme. »
- Batua : signifie littéralement « uni » et fait référence au basque unifié (euskara batua).

Exemple : « Les différentes provinces, sous l'impulsion du gouvernement autonome, multiplient les initiatives pour développer le batua, une langue unifiée, mais ... »
E
- Erdara : désigne « la langue autre que le basque ».

Exemple : « Les relations entre les bilingues et les monolingues ont lieu en erdara, ce qui entraîne un usage social ... »
- Euskadi ou Euzkadi : voir l'article.
- Euskaltégi ou Euskaltegi: est « un centre d'enseignement de la langue basque aux adultes. ».

Exemple : « Dans le but de construire un projet national rompant avec l'héritage franquiste, de nombreuses personnes apprennent le basque dans les euskaltégis ... »
- Euskaltzale : est une personne « bascophile », et plus particulièrement une personne qui aime la langue basque.

Exemple : « Durant les années 1976-1980 se produit un véritable boom euskaltzale. »
- Euskara : est le terme qui désignent la langue basque en basque.

Exemple : « L'Euskara fut parlé dans un territoire beaucoup plus vaste que celui qu'il occupe maintenant, et cela dès la ... »
- Etarra ou la forme francisée Étarra : est une  « personne membre de l'ETA ou Euskadi ta Askatasuna ».

Exemple : « Le quatrième chapitre porte sur collaboration policière, judiciaire et politique entre la France et l’Espagne dans la lutte contre l’ETA ; collaboration évolutive au gré de la perception française de la menace étarra. »
H
- Hegoalde : signifie « Pays basque espagnol ou Pays basque Sud ».

Exemple : « Inversement, les Amerikanuak originaires d'Hegoalde ne semblent pas faire de distinctions entre Basques des différentes ... »
I
- Ikastola : est une « école de statut associatif du Pays basque par immersion en basque ».

Exemple : « ... envoient leurs enfants dans les ikastolas. »
- Iparralde : signifie « Pays basque français ou Pays basque Nord ».

Exemple : « Si la force basque demeure un sport purement amateur en Iparralde, le Pays basque Sud lui accorde un statut quasi professionnel ... »
J
- Jeltzale : est un terme qui désigne « toute personne membre du Parti nationaliste basque ».

Exemple : « Quant à la fibre centriste affichée par le PNB et un possible rapprochement avec Jean-Jacques Lasserre, le candidat jeltzale lâche : “Jean-Jacques Lasserre est un centriste, point. »
L
- Lehendakari : est « le président du gouvernement basque ».

Exemple : « Une majorité s'exprime en défaveur de la politique jugée trop centraliste du lehendakari Garaikoetxea ... »
P
- Pelotari : est « un joueur ou une joueuse de pelote basque ».

Exemple : « Le jour de sa naissance; On est pelotari; Dès la première enfance; Le douanier vous poursuit ... »
T
- Txapeldun : signifie littéralement « porteur de béret » mais veut surtout signifier « champion ou vainqueur ».

Exemple : « Après les joutes, c’est finalement Maddi Ane Txoperena qui a été désignée txapeldun pour cette édition, suivie par Maddi Sarasua en seconde position. »